# Paramesosella stheniformis
Paramesosella stheniformis är en skalbaggsart som beskrevs av Stefan von Breuning 1940. Paramesosella stheniformis ingår i släktet Paramesosella och familjen långhorningar. Inga underarter finns listade i Catalogue of Life.